# Езиково обучение
Езиковото обучение може да е свързано както с обучение и учене на чужди езици, така и с подобряване на родния език на обучаемия. Най-често обаче този термин се използва във връзка с изучаването на чужд език или втори език.
Местата за обучение са езикови центрове, центрове за обучение, университети, езикови школи.

## Методи за езиково обучение

### Метод на граматическия превод
Състои се от изучаване на граматиката и изготвяне на речник с думи за запомняне. През XIX век е основен метод за езиково обучение в Европа. Смята се за недостатъчен сам по себе си;

### Аудио-езиков метод
Състои се от слушане или гледане на видео записи. Много преподаватели го смятат за неефективен сам по себе си;

### Обучение чрез общуване с езика
Това е метод, при който не се залага на това колко добре граматически е структуриран изказа, а на това обучаемите да използват езика във всякакви ситуации и общувайки посредством него, да го научат;

### „Потапяне в атмосферата на езика“
Обучаемите се поставят в ситуация, в която трябва да използват чужд език, без значение колко добре го знаят. Този метод развива сигурност на изказа, но не и точност, прецизност в използването на езика;

### „Насочено практикуване“
Прилага се чрез повтаряне на фрази. При този метод няма свобода на изказа;

### Учене чрез преподаване
Метод, при който обучаемите взимат ролята на преподаватели и обучават останалите учащи;

### Еклектичен
Представлява съчетаване на гореспоменатото с индивидуален курс на обучение.
|  | Тази страница частично или изцяло представлява превод на страницата Language education в Уикипедия на английски. Оригиналният текст, както и този превод, са защитени от Лиценза „Криейтив Комънс – Признание – Споделяне на споделеното“, а за съдържание, създадено преди юни 2009 година – от Лиценза за свободна документация на ГНУ. Прегледайте историята на редакциите на оригиналната страница, както и на преводната страница, за да видите списъка на съавторите. ВАЖНО: Този шаблон се отнася единствено до авторските права върху съдържанието на статията. Добавянето му не отменя изискването да се посочват конкретни източници на твърденията, които да бъдат благонадеждни. |